# 京都市交通局1000形電車
京都市交通局1000形電車（きょうとしこうつうきょく1000がたでんしゃ）は、京都市電の路面電車である。第二次世界大戦後、1949年から1950年にかけて32両が製造された。

## 概要
第二次世界大戦後の混乱が沈静化すると、大都市への人口流入制限が緩和されたことによって、戦災や食糧難などによって大都市から流出していた人口が再び都市に流入するようになり、路面電車の乗客も増加するようになった。このような状況の下、横浜市電1300形・1400形、大阪市電1711,1751形・1801形、神戸市電900形・1000形などのように3扉大型車が各都市で製造された。京都市電においても、京都市内のほとんどが戦災を受けなかったことが、人口の流入や通勤・通学客の増加につながり、そのことが乗客増を招いただけでなく、車両運用の面でも、戦前から残存していた広軌1形・200形・300形などの2軸単車では輸送力不足が顕著となっていたほか、これらの車両は戦時中の酷使によって故障が多発し、中でも老朽化が進行していた広軌1形の置き換えは急務であった。このような状況の下、1000形は残存していた広軌1形の淘汰と輸送力増強を図る目的で製造された。
1000形の製造は日本車輌製造、日立製作所、広瀬製作所の3社が担当した。車体は全長13.8m、全幅2.43mで窓配置1D5D5D1の3扉大型ボギー車で、1924年に登場した500形以来の大型3扉車であり、車体長、車体幅ともども京都市電最大であったほか、扉は3ヶ所とも自動扉であった。車体のデザインは戦前の京都市電の代表車である「青電」600形の車体を延長して3扉化した形態で、600形同様幕板部にウインドヘッダーと水切りを兼ねたガッターラインが入っている。また600形に比べると前面の絞りがなく、屋根が深く幕板が広い。形式の付番も500形の登場時と同様、大型車を区別するために1000形と付番された。
主電動機には定格出力37.5kWのSS-50を搭載し、制御器は直接制御のKR-8、ブレーキ弁はPV-3、台車は扶桑金属KS-40Jという、当時としては標準的な仕様であったが、大型車のため、SS-50の出力不足がのちには運用上での難点となった。また、架線が単線化されたため、1000形は当初からシングルポールで登場した。

## 運用及び変遷
1000形は登場後広軌線の各車庫に分散配置され、当初の目的どおり広軌1形単車を置き換えて、輸送力増強に大いに貢献した。運用面では、現在の宝ヶ池子供の楽園にあった宝ヶ池競輪場への観客輸送のため、京都駅・壬生車庫前から京福電気鉄道叡山本線宝ケ池駅まで乗り入れた点が特筆される。乗り入れは新造直後の1949年12月から、市電全線がビューゲル化された1955年8月末まで実施された。競輪開催日のほか、1954年7月13日と1955年7月12日の宝ヶ池での花火大会に際しても臨時に実施された。これは後年の広島電鉄の市内線 - 宮島線の乗り入れや土佐電気鉄道後免線 - 安芸線の乗り入れの先駆となるものであった。元田中 - 宝ケ池間では、ノンストップで運行されていた。叡電内でのノンストップ運行について、加藤幸弘は1000形の電動機がSS-50だったために「京福の電車に追いつかれないよう必死で逃げる」運用だったと記し、福田静二は他の電車が各駅停車のため「客扱いは行わないものの各駅に停車して時間調整をしたと言う」と記している。なお、乗り入れ廃止の理由としては上記の集電装置の変更に加え、市議会で競輪場の運営が問題視されたという側面もある。
また、車体が大きかったことから、急曲線が続く伏見線棒鼻以南では、戦後軌道中心間隔が拡幅されたものの、1000形が入線すると曲線区間で接触事故を起こす恐れがあったため、同区間に入線することができなかった。
その後、1955年には集電装置をビューゲルに取り替えたほか、翌1956年には車掌の合理化のために中央扉を閉鎖、扉部分に座席を延長して2扉化した（2扉化について、資料によっては1958年実施というものもある）。また、1955,1956,1963年には、主電動機SS-50を、SS-60（定格出力45kW）に換装する改造を18両に実施（1001～1014,1029～1032）したが、残り14両は未施工であった。なお、捻出されたSS-50は、800形第3グループの新造時に有効活用されている。このほか、1962年には全車に車内放送装置が取り付けられたほか、800形に準じる形で行先方向幕の大型化も行われた。

## その後
デビュー当時は大型車体を生かして輸送力増強に寄与し、競輪輸送では路面電車の郊外電車乗り入れの事例を作った1000形であるが、その後交通局は800形をはじめ、900形・700形といった中型ボギー車を増備し、少数の車両となった。1960年代に輸送力増強が求められた折にも大型車ではなく、連結運転可能な2000形の製造および600形の2600形への改造で対応している。
ワンマン運転化が導入される際に、他都市では同様の3扉大型車に対して、1箇所の扉を閉鎖して対象とした例がある。しかし、京都市電の場合は2扉中型車については1800形・1900形として実施されたのに対し、改造の容易な1000形がワンマン改造されることはなかった。運用末期はラッシュ時主体の運用となり、運用見直しで余剰となった7両が1971年に、残り25両は1972年1月の千本・大宮・四条線廃止で運用を退き、全車廃車となった。廃車後、他の事業者にも譲渡されなかっただけでなく、交通局の保存車に選定されなかった1000形は、500形以降の京都市電の車両の中で唯一現存していない（ワンマン改造されたベースでのみ現存する600形は除く）。